# Caladenia mentiens
Caladenia mentiens är en orkidéart som beskrevs av David Lloyd Jones. Caladenia mentiens ingår i släktet Caladenia och familjen orkidéer.
Artens utbredningsområde är Tasmanien. Inga underarter finns listade i Catalogue of Life.